# Viscosia pedroensis
Viscosia pedroensis är en rundmaskart som beskrevs av Allgen 1947. Viscosia pedroensis ingår i släktet Viscosia och familjen Oncholaimidae. Inga underarter finns listade i Catalogue of Life.